# Európai sünzanót
Az európai sünzanót (Ulex europaeus) a hüvelyesek (Fabales) rendjébe, ezen belül a pillangósvirágúak (Fabaceae) családjába tartozó faj. Egyéb nevei: villogó sün-rekettye vagy tövis zanót.

## Előfordulása
Amint a neve is mutatja, ennek a növénynek az őshazája Európa. Az eredeti elterjedési területe Írországtól és az Egyesült Királyság északi részétől délre Portugáliáig és keletre egészen Lengyelországig és Ukrajnáig tart. Azonban az európai sünzanótot betelepítették Európa más tájaira, valamint Észak-Amerikába, a Dél-afrikai Köztársaságba, Új-Zélandra, Ausztráliába és sok más helyre is. Az új élőhelyein, a jobb éghajlati feltételeknek, valamint „ragadozóinak” hiányának köszönhetően ez a növény jól elszaporodott, néhol pedig inváziós fajjá vált. Srí Lankán táplálja az erdőtüzeket. Hogy kordában tartsák terjedését, betelepítették két kártevőjét is; a Tetranychus lintearius atkát és az Exapion ulicis ormányosbogár-szerűt.

## Alfajai
- Ulex europaeus subsp. europaeus
- Ulex europaeus subsp. latebracteatus

## Megjelenése
Az európai sünzanót 2-3 méter magas, örökzöld kisebb cserje vagy bokor. A felnőtt példány fiatal szárai zöldek; ekkortájt a hajtásai és levelei tövisszerűek, és 1-3 centiméteresek. A fiatal példány rendes leveleket növeszt; ezek a levelek hármasak, hereszerűek. A sárga virága 1-3 centiméteres és borsóvirág (Pisum sativum) felépítésű. Egész évben virágzik, azonban virágainak többségét kora tavasszal hozza. A termése hüvelytermés, mely 2 centiméter hosszú, sötét lilásbarna és az elszáradt virág egy része tartja. Egy hüvelyben 2-3 darab apró, fényesen fekete, kemény mag található. Forró vízbe téve a hüvely kipukkad és a magok szétszöknek. A magok 30 évig is életképesek maradnak. A tűz nemigen árt neki, mert a gyökeréből képes újranőni. A növény 30 évet is élhet.

## Felhasználása
Ezt a növényt főleg sövények telepítéséhez használják fel; két kedvelt termesztett változata a 'Strictus' és a 'Flore Pleno' - ez utóbbi elnyerte a The Royal Horticultural Society a Royal Horticultural Society Award of Garden Merit, azaz nagyjából Kerti Termesztésre Érdemes Növény Díját. Korábban lovak és más háziállatok táplálékaként is használták. Nitrogén- és talajkötő növényként is ültetik.

## Képek

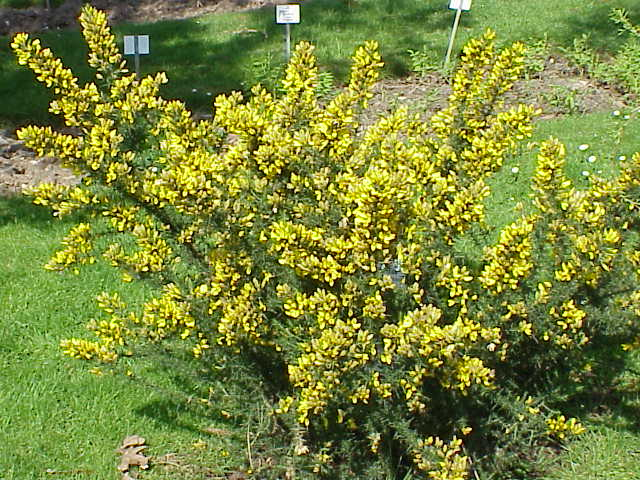
A növény
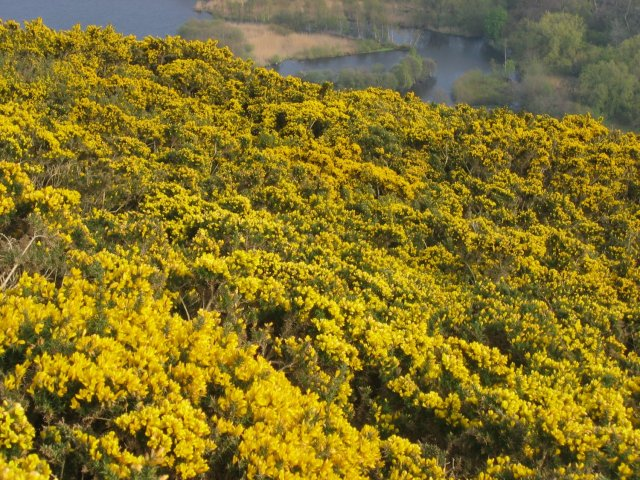
Nagy telepei
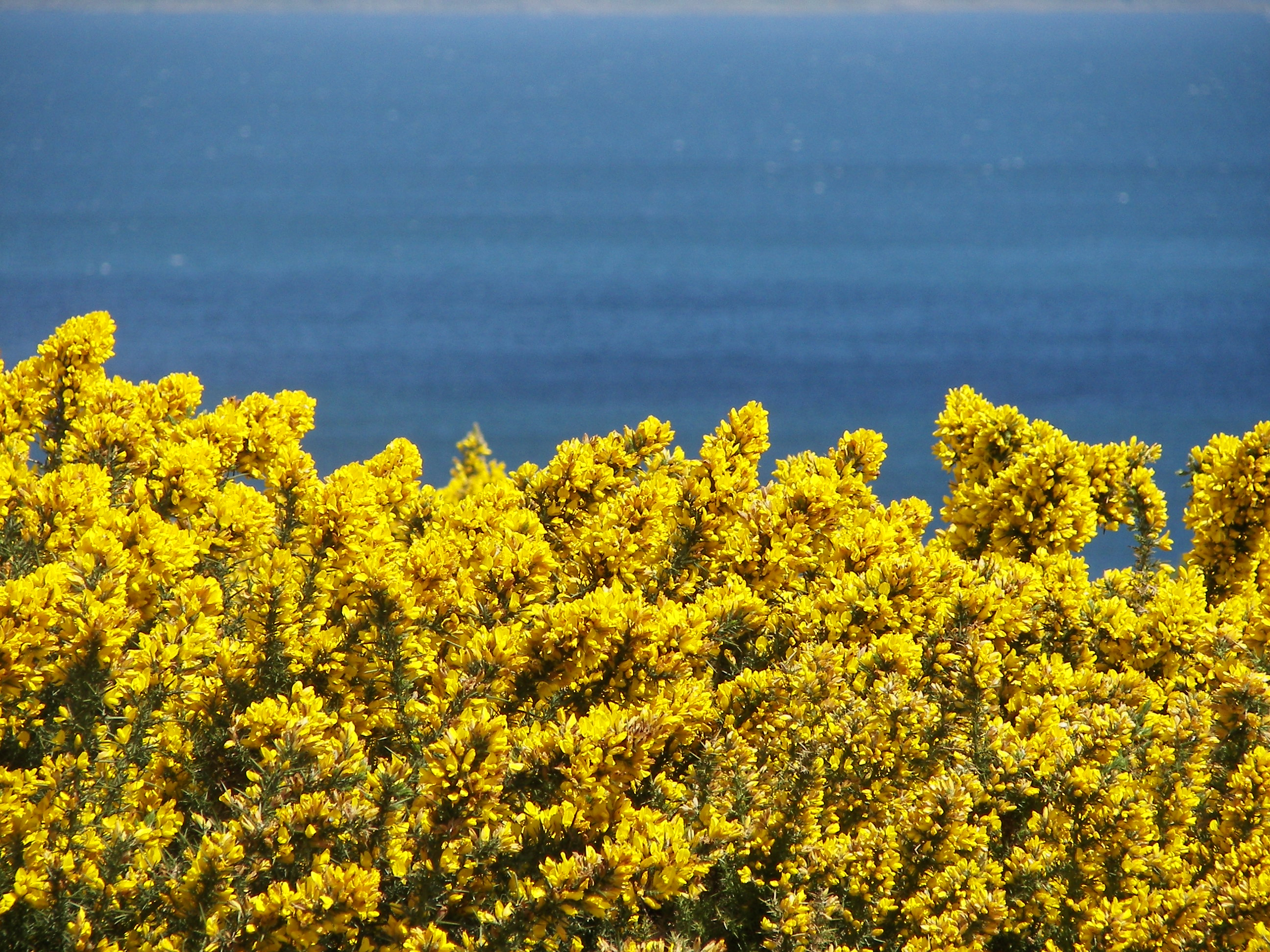
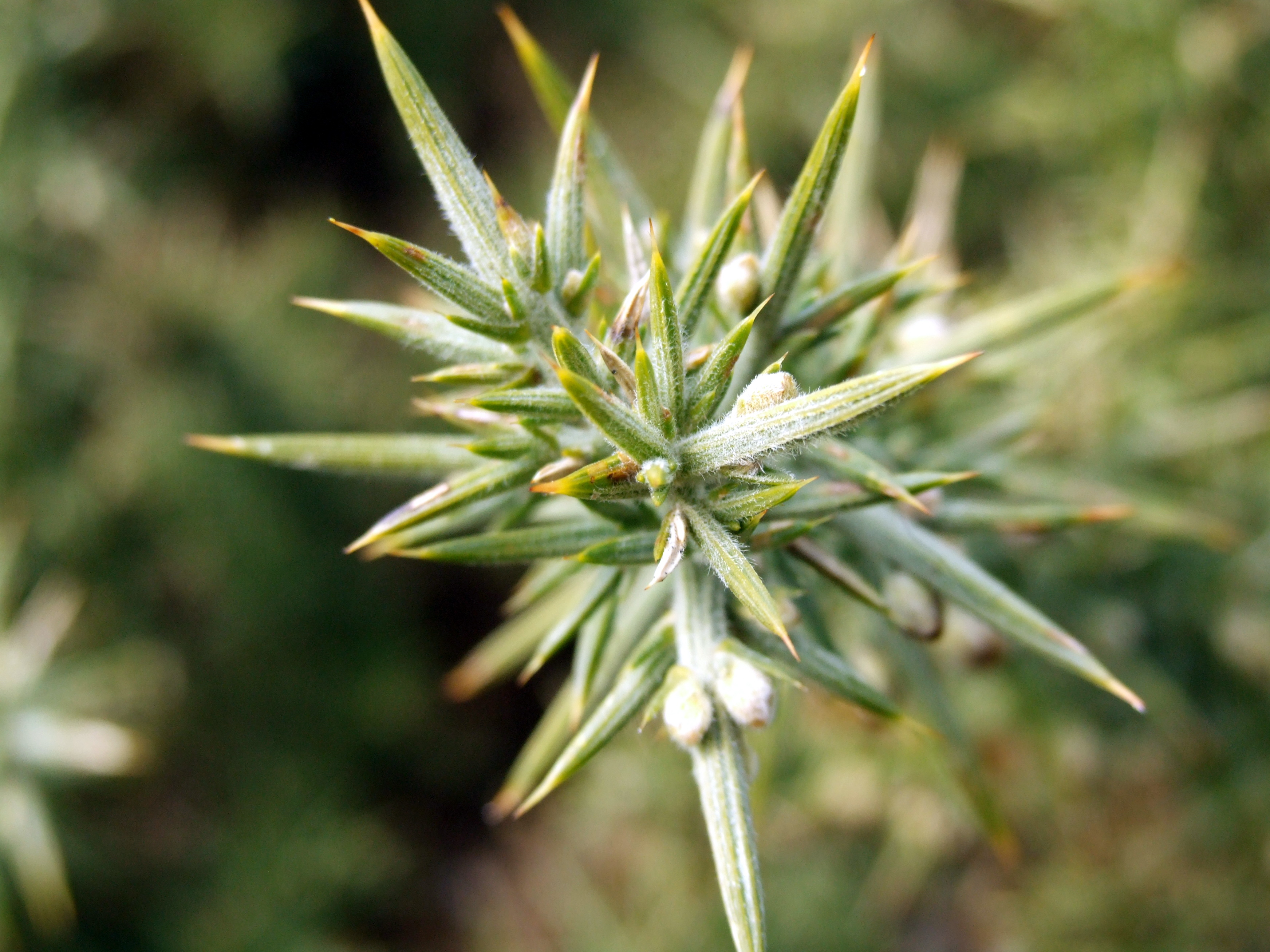
A tövisszerű levelek
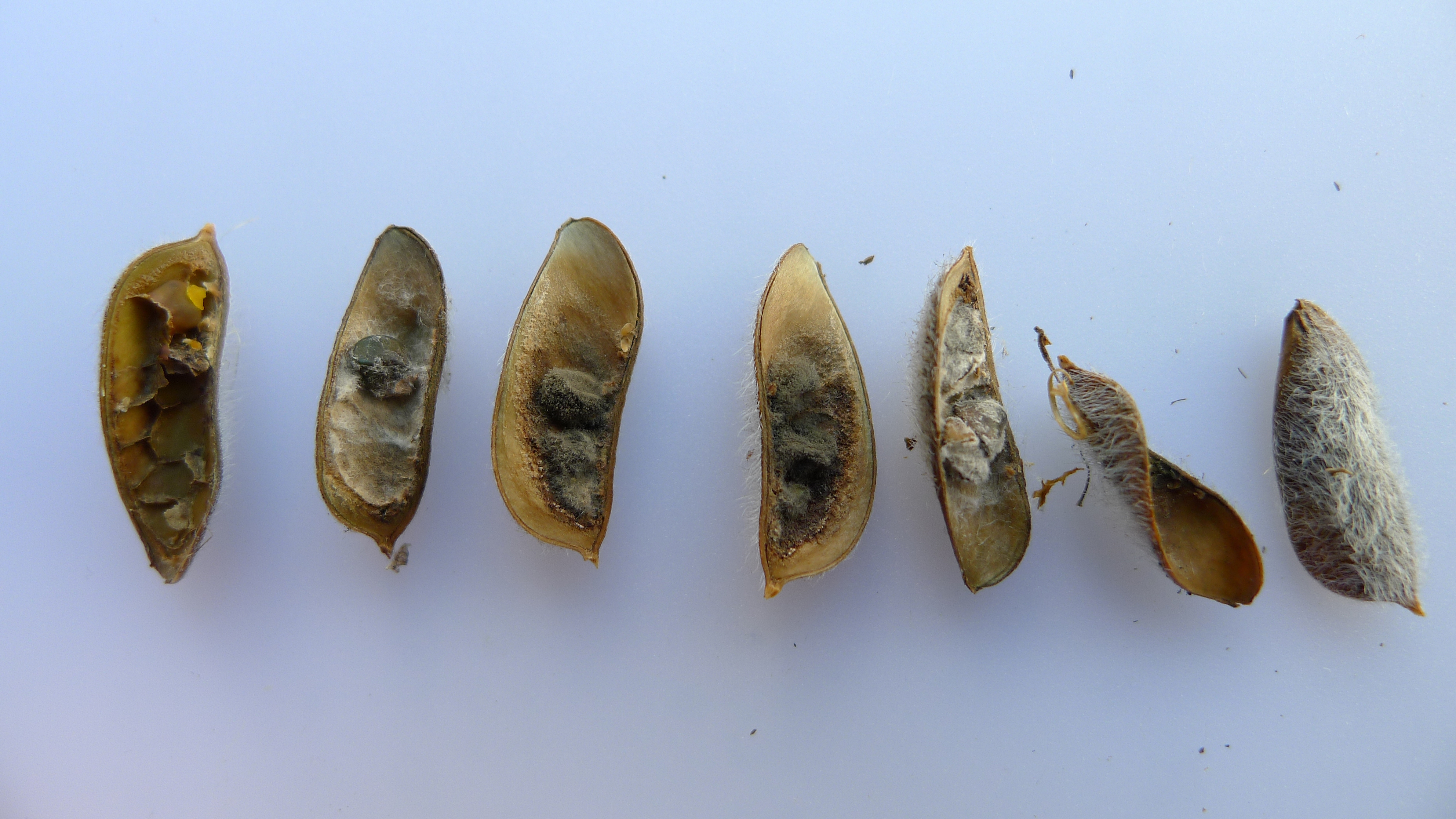
Hüvelytermései magokkal

## Fordítás
- Ez a szócikk részben vagy egészben  az   Ulex europaeus című angol Wikipédia-szócikk ezen változatának fordításán alapul.  Az eredeti cikk szerkesztőit annak laptörténete sorolja fel. Ez a jelzés csupán a megfogalmazás eredetét és a szerzői jogokat jelzi, nem szolgál a cikkben szereplő információk forrásmegjelöléseként.